# قوام‌الدین محمد حسنی
قوام‌الدین محمد حسنی پزشک ایرانی در قرن ۱۷ میلادی بود. وی در سال ۱۶۹۴ شهر قزوین به دنیا آمد. کتابخانه ملی پزشکی ایالات متحده آمریکا نسخهٔ کمیابی از ۵ شعر عربی دارای مطالب حساب، نجوم، پزشکی و رفتارشناسی دارد. نام این اشعار خمسه قزوینه می‌باشد.